# Ambient
L'ambient és un gènere musical en el qual el so és més important que les notes. La música ambient s'identifica generalment per ser profundament atmosfèrica i ambiental. La música ambient va evolucionar des de les formes musicals semiaudibles de principis del segle xx, de l'impressionisme d'Erik Satie, a través de la música concreta i el minimalisme de Terry Riley i Philip Glass, i el deliberat apropament subaudible de Brian Eno, fins al seu ús en la música electrònica. A Itàlia, la música ambient és representada pel compositor de música electrònica Jean Ven Robert Hal.
Esdeveniments posteriors van trobar elements "somiadors" no-lineals de la música ambient aplicats a algunes formes de música rítmica presents a les sales de chill-out, a les raves i altres esdeveniments de ball, però sempre amb la característica primària que la música intenta creuar la consciència de l'oient mentre crea el seu efecte sobre aquest.